# Joseph Bulova
Joseph Bulova, né le 7 septembre 1851 à Louny (dans l'actuelle République tchèque) et mort le 18 novembre 1935 à New York, est un horloger américain.

## Biographie
Jozef Bullowa est le fils de Anton et Barbara Bullowa.
Il quitte la Bohême et émigre aux États-Unis. En 1875, il ouvre une petite bijouterie artisanale à New York, située Maiden Lane (Manhattan).
Il souhaite fabriquer des horloges de table et de belles montres de qualité tout en restant accessible au plus grand nombre.
En mars 1883, il épouse Bertha Eissner (1862–1943) qui lui donnera de nombreux enfants.
En 1910, il est le président de l'entreprise J. Bulova Co. avec son fils Ardé (1887-1958) au poste de vice-président et trésorier.
Sa réputation d'excellence et de créativité fait prospérer l'entreprise de sorte qu'il a du mal à pourvoir à la demande.
Il crée alors à Bienne (Suisse), une usine destinée à la production de composants d'horloge et conçoit des outils et machines de précision.
En 1919, il est le premier à diffuser une ligne de montres-bracelets.
Grâce à l'interchangeabilité des pièces horlogères, la réparation de ses montres est grandement facilitée et la clientèle ne s'y trompe pas.
Devenue en 1923 Bulova Watch Co, l'entreprise s'impose dans la presse et sur les ondes.
Bulova est en 1930 à la tête d'une entreprise qui emploie 2 600 employés dans le monde et qui reste toujours à la pointe de l'innovation (résistance aux chocs, étanchéité, ressorts incassables...).
Il est mort en 1935, à l'âge de 84 ans. Son fils Ardé Bulova, puis son petit-fils Harry Bulova Henschel ont repris la suite dans le même esprit.